# Bonne Année, les mamans !
Cet article possède un paronyme, voir Bonne année.
Série
Les Mamans
(2012) Les Mamans 3 (ru)
(2014)
Pour plus de détails, voir Fiche technique et Distribution.
Bonne Année, les mamans ! (С новым годом, мамы!) est une comédie à sketches russe en cinq épisodes sortie en 2012. Chaque épisode est réalisé par un cinéaste différent : Sarik Andreassian, Artiom Aksenionko, Anton Bormatov, Dmitri Gratchev (ru) et Klim Poplavski,. C'est la suite du film Les Mamans, sorti six mois plus tôt.
Lors du sketch Voir Paris et... (Увидеть Париж и…), Alain Delon fait une apparition lors d'une danse avec l'héroïne.

## Fiche technique
Sauf indication contraire, les informations mentionnées dans cette section peuvent être confirmées par la base de données cinématographiques IMDb,  présente dans la section « Liens externes ».
- Titre français : Bonne Année, les mamans ![4] ou Bonne Année, mamans ![2],[5]
- Titre original : С новым годом, мамы!, S novym godom, mamy!
- Réalisateur : Sarik Andreassian, Artiom Aksenionko, Anton Bormatov, Dmitri Gratchev (ru), Klim Poplavski
- Scénario : Olga Sergueïevna Antonova (ru), Sarik Andreassian, Tigran Bakoumian, Leonid Margoline, Alexandre Markine, Emil Nikogossian
- Photographie : Anton Zenkovitch
- Musique : Darin Syssoïev
- Décors : David Dadounachvili
- Production : Sarik Andreassian, Guevond Andreassian, Gueorgui Malkov
- Société de production : Enjoy Movies
- Pays de production :  Russie
- Langue de tournage : russe
- Format : Couleurs - 2,35:1
- Durée : 90 minutes
- Genre : Comédie à sketches
- Dates de sortie :
  - Russie : 27 décembre 2012
  - Lettonie : 4 janvier 2013
  - Estonie : 11 janvier 2013

## Distribution
- Elizaveta Boïarskaïa : Ksenia
- Svetlana Ivanova : Lena
- Ekaterina Klimova : Victoria
- Konstantin Krioukov : Le mari de Lena
- Maxime Matveïev : Jenia
- Irina Rozanova : Vera Evguenievna, la professeur de français
- Viktor Vassiliev (ru) : Viktor le stripteaser, le fils de Svetlana Petrovna
- Tatiana Vassilieva : Svetlana Petrovna
- Ekaterina Vilkova : Macha
- Alain Delon : lui-même
- Maksim Vitorgan (ru) : Le mari de Macha
- Pavel Volya : Le fils de Vera Evguenievna